# Доквайлер
Доквайлер (нім. Dockweiler) — громада в Німеччині, розташована в землі Рейнланд-Пфальц. Входить до складу району Вульканайфель. Складова частина об'єднання громад Даун.
Площа — 6,05 км2. Населення становить 660 ос. (станом на 31 грудня 2020).